# Эмтрицитабин
Эмтрицитабин (международная транскрипция FTC, 4-Амино-5-фтор-1-[(2R,5S)-2-(гидроксиметил)-1,3-оксатиолан-5-ил]-1,2-дигидропиримидин-2-он) — синтетический нуклеозидный аналог цитидина, нуклеозидный ингибитор обратной транскриптазы под торговым названием Emtriva (ранее Coviracil) для профилактики и лечения ВИЧ-инфекции у взрослых и детей. Является (-)энантиомером тиоаналога цитидина, который отличается от других аналогов цитидина наличием фтора в положении 5 пиримидинового ядра.
Эмтрицитабин также продается в комбинации с фиксированной дозой с тенофовир дизопроксилом (Viread) под торговой маркой Truvada и с тенофовир алафенамидом (Vemlidy) под торговой маркой Descovy.
Тройная комбинация фиксированных доз эмтрицитабина, тенофовира и эфавиренца (Sustiva, продаваемая Bristol Myers Squibb) была одобрена Управлением по санитарному надзору за качеством пищевых продуктов и медикаментов (FDA) 12 июля 2006 года под торговой маркой Atripla.
Эмтрицитабин составляет четверть таблетки Элвитегравир/кобицистат/эмтрицитабин/тенофовира (торговые марки: Stribild и Genvoya).
В комбинации с фиксированными дозами с тенофовиром или эфавиренцем и тенофовиром он включен в Примерный перечень ВОЗ основных лекарственных средств. В 2017 году Эмтрицитабин занимал 224-е место среди наиболее часто выписываемых лекарств в Соединённых Штатах; было выписано более двух миллионов рецептов.

## История
Эмтрицитабин был открыт доктором Деннисом Лиотта, доктором Рэймондом Шинази и доктором Ву-Баэг Чой из Эморийскийского университета и лицензирован для Triangle Pharmaceuticals компанией Emory в 1996 году. Triangle Pharmaceuticals была приобретена в 2003 году компанией Gilead Sciences, которая завершила разработку и теперь продает продукт под торговой маркой Emtriva.
Эмтрицитабин был одобрен Управлением по санитарному надзору за качеством пищевых продуктов и медикаментов (FDA) 2 июля 2003 года.

## Фармакологические свойства
Эмтрицитабин — фармацевтический препарат с активностью против обратной транскриптазы ВИЧ-1. Внутри клетки фосфорилируется до активного метаболита — эмтрицитабин-5'-трифосфата, который ингибирует обратную транскриптазу ВИЧ-1 по конкурентному механизму, результатом чего является прерывание синтеза цепи ДНК.

## Показания к применению
Применяется в составе комбинированной антиретровирусной терапии и доконтактной профилактики ВИЧ-инфекции (ДКП/ПрЕП) совместно с тенофовиром (TDF) или тенофовира алафенамидом (TAF).

## Побочные эффекты
Наиболее частыми побочными эффектами, связанными с лечением, являются диарея, головная боль, тошнота и сыпь. Эти симптомы заставили 1% пациентов отказаться от лечения препаратом.
Обесцвечивание кожи, которое называют гиперпигментацией (обычно поражает ладони рук или подошвы ног), встречается менее чем у 2% пациентов и почти исключительно у пациентов африканского происхождения.